# Goobang Creek
Goobang Creek är ett vattendrag i Australien. Det ligger i delstaten New South Wales, i den sydöstra delen av landet, omkring 360 kilometer väster om delstatshuvudstaden Sydney.
Trakten runt Goobang Creek består till största delen av jordbruksmark. Trakten runt Goobang Creek är nära nog obefolkad, med mindre än två invånare per kvadratkilometer. Genomsnittlig årsnederbörd är 550 millimeter. Den regnigaste månaden är februari, med i genomsnitt 120 mm nederbörd, och den torraste är oktober, med 11 mm nederbörd.